# زنان در جمهوری دموکراتیک کنگو
زنان در جمهوری دموکراتیک کنگو به موقعیت برابری کامل با مردان دست نیافته‌اند و مبارزه‌شان تا امروز ادامه دارد. اگرچه رژیم موبوتو سسه سوکو به نقش مهم زنان در جامعه اهمیت می‌داد، و اگرچه زنان از برخی حقوق قانونی مانند حق مالکیت و حق مشارکت در بخش‌های اقتصادی و سیاسی برخوردار هستند، اما محدودیت‌های عرف و قانونی همچنان موجود است.
حقارت زنان همواره در نظام اجتماعی بومی جا افتاده و در دوران استعمار مجدداً مورد تأکید قرار گرفته‌است. وضعیت زنان آفریقایی در دوران استعمار در مناطق شهری پایین بود. زنان بالغ اگر همسر، بیوه یا سالخورده بودند ساکنان قانونی شهری به‌شمار می‌آمدند. در غیر این صورت فرض می‌شد که آنها زنان آزاد هستند و به عنوان تن‌فروش از آنان مالیات می‌گرفتند، حتی اگر نبودند.
از سال ۱۹۳۹ تا ۱۹۴۳، بیش از ۳۰ درصد از زنان بزرگسال کنگو در استانلیویل (کیسانگانی کنونی) به عنوان زن آزاد ثبت نام شده بودند. مالیات‌هایی که آنها پرداخت می‌کردند دومین منبع بزرگ درآمد مالیاتی برای استانلیویل بود.

## معضلات اجتماعی

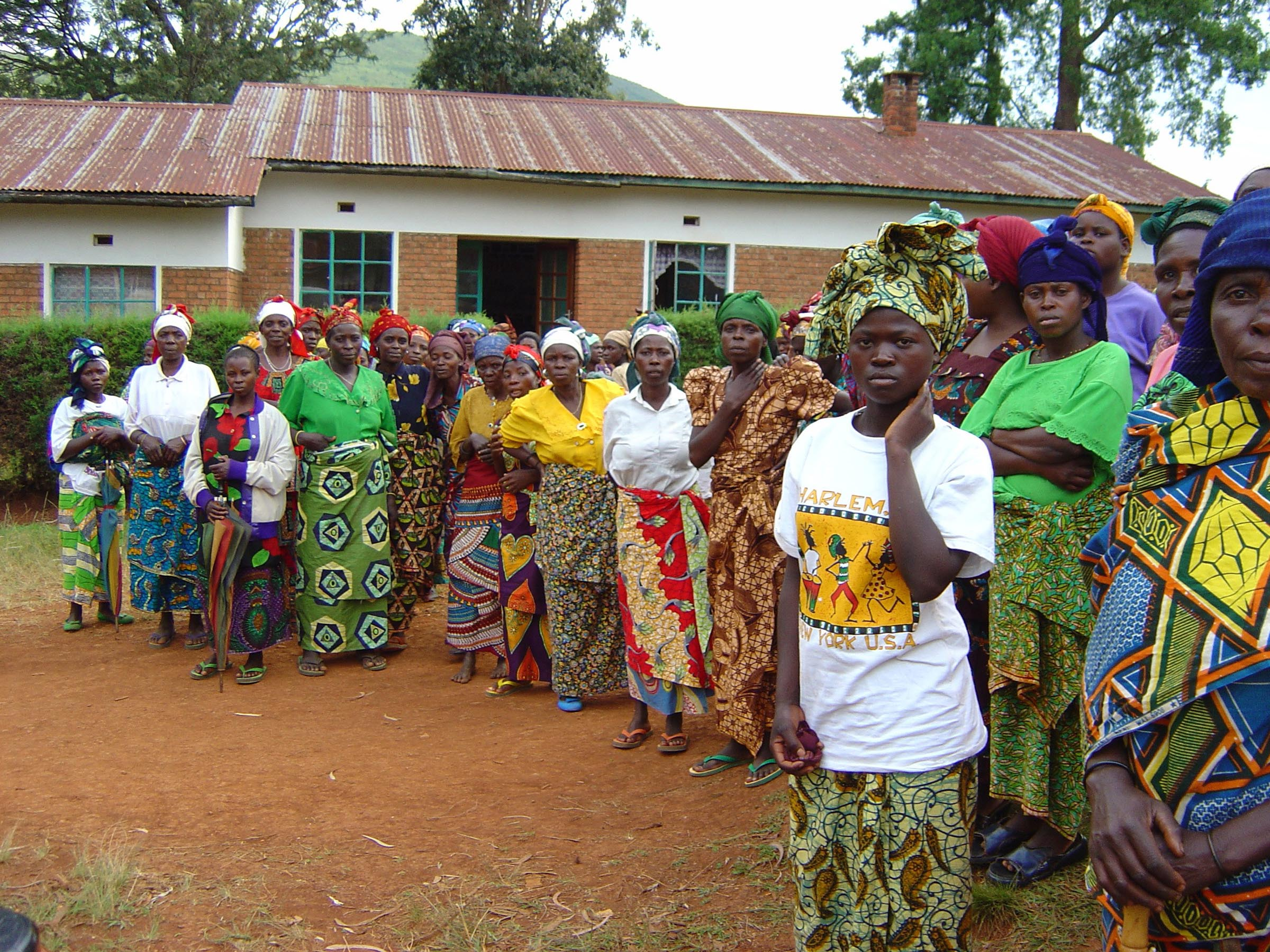
زنان در جمهوری دموکراتیک کنگو

### خشونت جنسی
شرایط جنگ زندگی زنان را خطرناک کرده‌است. به نظر می‌رسد که خشونت علیه زنان توسط بخش‌های بزرگی از جامعه امری عادی شناخته می‌شود. در ژوئیه ۲۰۰۷، کمیته بین‌المللی سازمان صلیب سرخ نگرانی خود را در مورد وضعیت زنان در شرق کنگو ابراز کرد.
پدیده ای به نام «جابجایی آونگ» ایجاد شده‌است که در آن مردم در شب به سمت سرزمین‌های امن می‌روند. به گفته یاکین ارتورک، گزارشگر ویژه سازمان ملل در امور خشونت علیه زنان که در ژوئیه ۲۰۰۷ به شرق کنگو سفر کرد، خشونت علیه زنان در شمال و جنوب کیوو شامل وحشیگری غیرقابل تصور توصیف شده بود.
ارتورک در گزارش خود بیان کرد که «گروه‌های مسلح به جوامع محلی حمله می‌کنند، غارت می‌کنند، تجاوز می‌کنند، زنان و کودکان را می‌ربایند و آنها را به عنوان برده جنسی مجبور به کار می‌کنند».
در دسامبر ۲۰۰۸ رسانه GuardianFilms فیلمی را در وب سایت روزنامه گاردین، روزنامه بریتانیایی پست کرد که در آن پروژه ای برای ثبت شهادت بیش از ۴۰۰ زن و دختری که توسط شبه نظامیان غارتگر مورد آزار قرار گرفته بودند، منتشر کرد.

### ختنه زنان
علاوه بر تجاوز جنگی در جنگ‌های داخلی کنگو، تهدیدهای جدی دیگری نیز برای سلامت جسمانی زنان در جمهوری دموکراتیک کنگو وجود دارد. بریدن آلت زنانه، آیین برش یا برداشتن برخی یا تمام دستگاه تناسلی خارجی زنان یا ختنه زنان (FGM)، در حالی که گسترده نیست، در میان برخی از جوامع در بخش‌های شمالی جمهوری کنگو وجود دارد. شیوع FGM در حدود ۵٪ از زنان در این کشور برآورد شده‌است. بریدن آلت زنانه اکنون غیرقانونی است و قانون مجازاتی بین دو تا پنج سال زندان و جریمه ۲۰۰۰۰۰ فرانک کنگو برای هر شخصی که «یکپارچگی فیزیکی یا عملکردی» اندام تناسلی را نقض کند در نظر گرفته‌است.

### بهداشت زنان
نرخ مرگ و میر مادران در این کشور بالا است، زیرا دسترسی به مراقبت‌های بهداشتی مادران محدود است. علاوه بر این، یک زن تنها با اجازه شوهرش می‌تواند از داروهای ضدبارداری استفاده کند و در نتیجه نمی‌تواند از ابتلای خود به ایدز از شوهرش جلوگیری کند.
زنان به‌طور نامتناسبی تحت تأثیر اچ آی وی در جمهوری دموکراتیک کنگو قرار می‌گیرند. از ۳۹۰۰۰۰ بزرگسال آلوده به HIV حدود ۷۱٫۷۹ درصد از آنها زن هستند. میزان عفونت‌های جدید HIV در بین زنان ۱۵ تا ۲۴ ساله چهار برابر بیشتر از مردان در همان بازه سنی جمعیت است. زنان کمتر از مردان به درمان دسترسی دارند. ۷۳ درصد مردان بالغ مبتلا به HIV تحت درمان هستند، در حالی که این رقم برای زنان بالغ ۵۸ درصد است.

### ازدواج کودکان
۳۷ درصد از دختران در جمهوری دموکراتیک کنگو پیش از سن ۱۸ سالگی در سال ۲۰۱۷ ازدواج کرده‌اند. ۱۰ درصد آنها نیز قبل از ۱۵ سالگی ازدواج کرده‌اند.

### قاچاق انسان
جمهوری دموکراتیک کنگو کشور مبدأ و مقصدی برای مردان، زنان و کودکانی است که در معرض قاچاق انسان، به ویژه شرایط کار اجباری یا بیگاری و فاحشگی اجباری قرار دارند.
بیشتر این قاچاق داخل کشور صورت می‌گیرد و بیشتر آن توسط گروه‌های مسلح و نیروهای دولتی خارج از کنترل دولت در استان‌های شرقی بی‌ثبات جمهوری دموکراتیک کنگو انجام می‌شود.

### تن‌فروشی
ناامنی غذایی و فقر مطلق اکنون دلایل اصلی روسپی شدن زنان در جمهوری دموکراتیک کنگو است. بازرگانان، همراه با مقاماتی که برای سازمان‌های غیردولتی و بین‌المللی کار می‌کنند، اکثریت مشتریان روسپی‌ها را تشکیل می‌دهند. بسیاری از کارگران جنسی بین ۲ تا ۵ دلار درآمد دارند که گاهی به شکل غذا یا کالاهای دیگر پرداخت می‌شود. روسپی‌هایی که در بارها و کلوپ‌های شبانه کار می‌کنند بین ۱۰ تا ۲۰ دلار دریافت می‌کنند، و به عنوان «لندنی‌ها» شناخته می‌شوند، زیرا در یک شنبه شب‌ها مانند دختران بریتانیایی لباس می‌پوشند. بسیاری از روسپی‌های کنگو اهل خارج از کشور یا کودکان بی خانمانی هستند.

## اقتصاد و جامعه
تابوهای غذایی وجود داشت که زنان را از خوردن برخی غذاها (معمولاً مطلوب‌ترین) محدود می‌کرد، چرا که آنها برابر مردان نیستند. زنان ممکن است در حضور مردان دیگر غذا نخورند و غالباً فقط مجاز به خوردن باقیمانده خوراک و غذای شوهرشان باشند.